# Mario Kart: Double Dash!!
Mario Kart: Double Dash!! és un videojoc de curses protagonitzat per Mario i altres personatges de l'univers Mario. Publicat per Nintendo el novembre del 2003 per a Nintendo GameCube i és el quart joc de la saga Mario Kart. Tots els circuits són nous respecte als seus predecessors. Entre les seves novetats més destacables és rellevant l'ús de cotxes biplaça, ocupats per dos personatges del món Nintendo. Cadascun té, a més, una sèrie d'objectes especials. Fou un dels primers jocs de GameCube que va permetre el joc en una xarxa local de videoconsoles.
El joc va rebre el premi Multiplayer Game" d'ITV's Game Stars el 2004 i el GameCube Video Game of the Year de la Video Software Dealers Association (VSDA). El 2009, el joc es va situar en el lloc 63 dels 100 millors jocs de Nintendo de tots els temps de la revista oficial de Nintendo. El 2021, Kotaku va classificar el joc com a segon millor joc de Mario Kart, elogiant el mode cooperatiu de dos jugadors i el disseny de la pista.